# Walking Out
 (mars 2019).
Si vous disposez d'ouvrages ou d'articles de référence ou si vous connaissez des sites web de qualité traitant du thème abordé ici, merci de compléter l'article en donnant les références utiles à sa vérifiabilité et en les liant à la section « Notes et références ».
Chansons représentant l'Arménie au Concours Eurovision de la chanson
Qami
(2018) Chains on You
(2020)
Walking Out (« Sortant ») est une chanson interprétée par Srbuk ayant été sélectionnée pour représenter l'Arménie au Concours Eurovision de la chanson 2019 à Tel-Aviv en Israël.

## À l'Eurovision
La chanson Walking Out représentera l'Arménie au Concours Eurovision de la chanson 2019, après que celle-ci et son interprète Srbuk  ont été sélectionnées en interne par le radiodiffuseur Arménien, Arménie 1 (AMPTV). La chanson est officiellement présentée le 10 mars 2019, la chanteuse ayant été choisi le 30 novembre 2018. 

Walking Out participera à la 2ème demi-finale de l' Eurovision 2019 le 14 mai 2019 en faisant partie de la première moitié de concurrents.